# ييغور سوروكين
ييغور سوروكين (بالروسية: Егор Андреевич Сорокин)‏ هو لاعب كرة قدم روسي في مركز الدفاع، ولد في 4 نوفمبر 1995 في سانت بطرسبرغ في روسيا. لعب مع روبين كازان ونادي آكتوبه ونادي توسنو.

## وصلات خارجية
- ييغور سوروكين على موقع الاتحاد الأوربي (الإنجليزية)
- ييغور سوروكين على موقع قاعدة بيانات كرة القدم.إي يو (الإنجليزية)
- ييغور سوروكين على موقع ناشيونال فوتبول تيمز (الإنجليزية)
- ييغور سوروكين على موقع Soccerway.com (الإنجليزية)
- ييغور سوروكين على موقع عالم كرة القدم.نت (الإنجليزية)
- ييغور سوروكين على موقع AS.com (الإسبانية)